# دانیال معین‌الدین
دانیال معین الدین (زادهٔ ۱۹۶۳) نویسنده پاکستانی-آمریکایی است که به زبان انگلیسی داستان می‌نویسد. مجموعه داستان کوتاه وی به نام در اتاق‌های دیگر، شگفتی‌های دیگر به ۱۶ زبان ترجمه شده و برنده جایزه استوری در سال ۲۰۰۹ نیز شده‌است.

## زندگی

### اوان زندگی
دانیال معین الدین در سال ۱۹۶۳ در لوس‌آنجلس متولد شد. پدرش غلام معین الدین از اهالی پاکستان و مادرش باربارا نروژی-آمریکایی بود. پدر در بخش خدمات حقوقی هند خدمت می‌کرد و پس از استقلال پاکستان کارش را در سیستم دولتی پاکستان ادامه داد. در سال‌های پایانی دهه ۱۹۵۰ پدر دانیال به منظور برعهده گرفتن مسئولیت مذاکرات تقسیم آب بین هند و پاکستان چند سالی را به واشینگتن اعزام شد. در آنجا بود که با همسر خود باربارا که خبرنگار روزنامه واشینگتن پست بود، آشنا شد.
معین الدین در لس آنجلس به دنیا آمد. دو ماه پس از تولد همراه مادرش به راولپندی پاکستان نزد پدر رفتند و پس از چند سال به لاهور نقل مکان کردند. دانیال در آنجا در مدرسه آمریکایی لاهور تحصیل کرد.

در سیزده سالگی پدر و مادرش از یکدیگر جدا شدند و دانیال و برادرش به همراه مادر به آمریکا بازگشتند. در آنجا از کالج دارتموث فارغ‌التحصیل شد. دانیال تابستان سالی که فارغ‌التحصیل شد به پاکستان رفت. پدرش که هشتاد و چند ساله و بیمار بود، از او خواست که در پاکستان بماند و مزرعه خانوادگی را مدیریت کند. پدرش اندکی بعد درگذشت و دانیال سعی کرد که مزرعه را به شیوه‌ای جدید و غیرفئودالی اداره کند.

### نویسندگی
در سال ۱۹۹۳ تصمیم گرفت بار دیگر به غرب بازگردد. ۳ سال به مدرسه حقوق ییل رفت پس از اتمام تحصیلات برای مدت کوتاهی در سازمان دیدبان حقوق بشر کار کرد و سپس در فاصله سال‌های ۱۹۹۸ تا ۲۰۰۱ به عنوان وکیل در یک شرکت مشغول به کار شد. این کار چندان رضایت خاطرش را فراهم نکرد و تصمیم گرفت علاقه به نوشتنش را دنبال کند؛ بنابراین در دانشگاه آریزونا و رشته نویسندگی ثبت نام کرد و توانست در سال ۲۰۰۴ فارغ‌التحصیل شود. اولین داستانش به نام بانوی ما از پاریس در سال ۲۰۰۶ در مجله زوتروپ چاپ شد. این داستان توجه یک کارگزار ادبی را به خود جلب کرد و دانیال با کمک او توانست ۳ داستان دیگر را در مجله نیویورکر منتشر کند. اولین کتاب دانیال معین‌الدین در قالب یک مجموعه داستان متشکل از ۸ داستان به هم پیوسته به نام در اتاق‌های دیگر، شگفتی‌های دیگر است، در سال ۲۰۰۹ منتشر شد.

### ازدواج و خانواده
دانیال معین الدین دو بار ازدواج کرده‌است. همسر نخست وی راشل جین هریس بود. همسر دوم وی سیسیلی برندن محقق مطالعات عرب و خاورمیانه است، این دو در اسلو نروژ با یکدیگر آشنا شدند که این آشنایی به ازدواج انجامید.

## جوایز
معین الدین برنده جایزه بنیاد خانواده روزنتال در سال ۲۰۱۰ شد. مجموعه داستان در اتاق‌های دیگر، شگفتی‌های دیگر موفق شد جایزه استوری در سال ۲۰۰۹ را از آن نویسنده‌اش کند. این کتاب هم‌چنین توانست یکی از ۴ راه‌یافته به بخش نهایی جایزه کتاب ملی و و یکی از ۳ راه‌یافته به بخش نهایی جایزه پولیتزر ۲۰۱۰ باشد.
این کتاب هم‌چنین در فهرست ۱۰ کتاب برگزیده سال مجله تایم و اکونومیست قرار گرفت، کتاب برگزیده روزنامه گاردین شد و نیویرک تایمز آن را به عنوان یکی از ۱۰۰ کتاب برجسته سال معرفی کرد.

در سال ۲۰۰۸ سلمان رشدی یکی از داستان کوتاه‌های او به نام نواب‌الدین برقکار را برای چاپ در مجموعه بهترین داستان‌های کوتاه آمریکایی که هر سال منتشر می‌شود، انتخاب کرد.